# Iuliana Măceșeanu
Iuliana Măceșeanu (Craiova, 7 luglio 1981) è una schermitrice rumena, specializzata nella spada.

## Biografia
Ha conquistato tre medaglie d'oro nella gara di spada a squadre nei campionati europei di scherma di Smirne del 2006, di Kiev del 2008 e di Plovdiv del 2009. Ha anche vinto una medaglia di bronzo nella spada individuale a Zalaegerszeg nel 2005.

## Palmarès
In carriera ha conseguito i seguenti risultati:
- Europei di scherma

Zalaegerszeg 2005: bronzo nella spada individuale.
Smirne 2006: oro nella spada a squadre.
Kiev 2008: oro nella spada a squadre.
Plovdiv 2009: oro nella spada a squadre.